# National Invitation Tournament 2013
El National Invitation Tournament 2013 fue la septuagésimo sexta edición del National Invitation Tournament. La disputaron 32 equipos, seleccionados entre los que no participaron el Torneo de la NCAA de 2013. La selección de los participantes se hizo con base en múltiples parámetros, tales como los enfrentamientos directos, los resultados de los diez últimos partidos, y las quinielas de favoritos. En la primera ronda, la segunda y los cuartos de final, los partidos se disputaron en el pabellón del equipo mejor preseleccionado, disputándose las semifinales y final como es tradición en el Madison Square Garden de Nueva York. El ganador fue la Universidad Baylor, que conseguía su primer título en esta competición.

## Equipos seleccionados
| Rank. | Universidad      | Conferencia | Record | Tipo de invitación |
| ----- | ---------------- | ----------- | ------ | ------------------ |
| 1     | Kentucky         | SEC         | 21–11  | General            |
| 2     | Baylor           | Big 12      | 18–14  | General            |
| 3     | Arizona State    | Pac-12      | 21–12  | General            |
| 4     | Providence       | Big East    | 17–14  | General            |
| 5     | Charlotte        | Atlantic 10 | 21–11  | General            |
| 6     | Detroit          | Horizon     | 20–12  | General            |
| 7     | Long Beach State | Big West    | 19–13  | Automática         |
| 8     | Robert Morris    | NEC         | 23–10  | Automática         |

| Rank. | Universidad         | Conferencia  | Record | Tipo de invitación |
| ----- | ------------------- | ------------ | ------ | ------------------ |
| 1     | Southern Miss       | C-USA        | 25–9   | General            |
| 2     | Tennessee           | SEC          | 20–12  | General            |
| 3     | BYU                 | WCC          | 21–11  | General            |
| 4     | Florida State       | ACC          | 18–15  | General            |
| 5     | Louisiana Tech      | WAC          | 26–6   | Automática         |
| 6     | Washington          | Pac-12       | 18–15  | General            |
| 7     | Mercer              | Atlantic Sun | 23–11  | Automática         |
| 8     | Charleston Southern | Big South    | 19–12  | Automática         |

| Rank. | Universidad       | Conferencia | Record | Tipo de invitación |
| ----- | ----------------- | ----------- | ------ | ------------------ |
| 1     | Alabama           | SEC         | 21–12  | General            |
| 2     | Maryland          | ACC         | 22–12  | General            |
| 3     | Denver            | WAC         | 21–9   | General            |
| 4     | Stanford          | Pac-12      | 18–14  | General            |
| 5     | Stephen F. Austin | Southland   | 27–4   | Automática         |
| 6     | Ohio              | MAC         | 24–9   | General            |
| 7     | Niagara           | MAAC        | 19–13  | Automática         |
| 8     | Northeastern      | CAA         | 20–12  | Automática         |

| Rank. | Universidad   | Conferencia  | Record | Tipo de invitación |
| ----- | ------------- | ------------ | ------ | ------------------ |
| 1     | Virginia      | ACC          | 21–11  | General            |
| 2     | Massachusetts | Atlantic 10  | 21–11  | General            |
| 3     | Iowa          | Big Ten      | 21–12  | General            |
| 4     | St. Joseph's  | Atlantic 10  | 18–13  | General            |
| 5     | St. John's    | Big East     | 16–15  | General            |
| 6     | Indiana State | MVC          | 18–14  | General            |
| 7     | Stony Brook   | America East | 24–7   | Automática         |
| 8     | Norfolk State | MEAC         | 21–11  | Automática         |

### Clasificación automática
Los siguientes equipos ganaron el título de la temporada regular de sus respectivas conferencias, pero no consiguieron ganar los torneos de postemporada, por lo que no fueron invitados automáticamente para el Torneo de la NCAA. Al no recibir tampoco invitaciones por el formato general, fueron automáticamente clasificados para el NIT 2013.
| Conferencia  | Universidad         |
| ------------ | ------------------- |
| America East | Stony Brook         |
| Atlantic Sun | Mercer              |
| Big South    | Charleston Southern |
| Big West     | Long Beach State    |
| CAA          | Northeastern        |
| MAAC         | Niagara             |
| MEAC         | Norfolk State       |
| Northeast    | Robert Morris       |
| Southland    | Stephen F. Austin   |
| WAC          | Louisiana Tech      |

## Fase final
Cuadro final de resultados.
|  | 1ª ronda 19-20 de marzo | 1ª ronda 19-20 de marzo | 1ª ronda 19-20 de marzo |            |    | 2ª ronda 21-25 de marzo | 2ª ronda 21-25 de marzo | 2ª ronda 21-25 de marzo |  |   | Cuartos de final 26-27 de marzo | Cuartos de final 26-27 de marzo | Cuartos de final 26-27 de marzo |  |
|  |                         |                         |                         |            |    |                         |                         |                         |  |   |                                 |                                 |                                 |  |
|  |                         |                         |                         |            |    |                         |                         |                         |  |   |                                 |                                 |                                 |  |
|  | 1                       | Kentucky                | 57                      |            |    |                         |                         |                         |  |   |                                 |                                 |                                 |  |
|  | 1                       | Kentucky                | 57                      |            |    |                         |                         |                         |  |   |                                 |                                 |                                 |  |
|  | 8                       | Robert Morris           | 59                      |            |    |                         |                         |                         |  |   |                                 |                                 |                                 |  |
|  | 8                       | Robert Morris           | 59                      |            | 8  | Robert Morris           | 68                      |                         |  |   |                                 |                                 |                                 |  |
|  |                         |                         |                         |            | 8  | Robert Morris           | 68                      |                         |  |   |                                 |                                 |                                 |  |
|  |                         |                         | 4                       | Providence | 77 |                         |                         |                         |  |   |                                 |                                 |                                 |  |
|  | 4                       | Providence              | 4                       | Providence | 77 | 75                      |                         |                         |  |   |                                 |                                 |                                 |  |
|  | 4                       | Providence              |                         |            |    |                         |                         |                         |  |   |                                 |                                 |                                 |  |
|  | 5                       | Charlotte               | 66                      |            |    |                         |                         |                         |  |   |                                 |                                 |                                 |  |
|  | 5                       | Charlotte               | 66                      |            |    |                         |                         |                         |  | 4 | Providence                      | 68                              |                                 |  |
|  |                         |                         |                         |            |    |                         |                         |                         |  | 4 | Providence                      | 68                              |                                 |  |
|  |                         |                         | 2                       | Baylor     | 79 |                         |                         |                         |  |   |                                 |                                 |                                 |  |
|  | 3                       | Arizona State           | 2                       | Baylor     | 79 | 83                      |                         |                         |  |   |                                 |                                 |                                 |  |
|  | 3                       | Arizona State           |                         |            |    |                         |                         |                         |  |   |                                 |                                 |                                 |  |
|  | 6                       | Detroit                 | 68                      |            |    |                         |                         |                         |  |   |                                 |                                 |                                 |  |
|  | 6                       | Detroit                 | 68                      |            | 3  | Arizona State           | 86                      |                         |  |   |                                 |                                 |                                 |  |
|  |                         |                         |                         |            | 3  | Arizona State           | 86                      |                         |  |   |                                 |                                 |                                 |  |
|  |                         |                         | 2                       | Baylor     | 89 |                         |                         |                         |  |   |                                 |                                 |                                 |  |
|  | 2                       | Baylor                  | 2                       | Baylor     | 89 | 112                     |                         |                         |  |   |                                 |                                 |                                 |  |
|  | 2                       | Baylor                  |                         |            |    |                         |                         |                         |  |   |                                 |                                 |                                 |  |
|  | 7                       | Long Beach State        | 66                      |            |    |                         |                         |                         |  |   |                                 |                                 |                                 |  |
|  | 7                       | Long Beach State        | 66                      |            |    |                         |                         |                         |  |   |                                 |                                 |                                 |  |
|  |                         |                         |                         |            |    |                         |                         |                         |  |   |                                 |                                 |                                 |  |

|  | 1ª ronda 19-20 de marzo | 1ª ronda 19-20 de marzo | 1ª ronda 19-20 de marzo |                |    | 2ª ronda 21-25 de marzo | 2ª ronda 21-25 de marzo | 2ª ronda 21-25 de marzo |  |   | Cuartos de final 26-27 de marzo | Cuartos de final 26-27 de marzo | Cuartos de final 26-27 de marzo |  |
|  |                         |                         |                         |                |    |                         |                         |                         |  |   |                                 |                                 |                                 |  |
|  |                         |                         |                         |                |    |                         |                         |                         |  |   |                                 |                                 |                                 |  |
|  | 1                       | Southern Miss           | 78                      |                |    |                         |                         |                         |  |   |                                 |                                 |                                 |  |
|  | 1                       | Southern Miss           | 78                      |                |    |                         |                         |                         |  |   |                                 |                                 |                                 |  |
|  | 8                       | Charleston Southern     | 71                      |                |    |                         |                         |                         |  |   |                                 |                                 |                                 |  |
|  | 8                       | Charleston Southern     | 71                      |                | 1  | Southern Miss           | 63                      |                         |  |   |                                 |                                 |                                 |  |
|  |                         |                         |                         |                | 1  | Southern Miss           | 63                      |                         |  |   |                                 |                                 |                                 |  |
|  |                         |                         | 5                       | Louisiana Tech | 52 |                         |                         |                         |  |   |                                 |                                 |                                 |  |
|  | 4                       | Florida State           | 5                       | Louisiana Tech | 52 | 66                      |                         |                         |  |   |                                 |                                 |                                 |  |
|  | 4                       | Florida State           |                         |                |    |                         |                         |                         |  |   |                                 |                                 |                                 |  |
|  | 5                       | Louisiana Tech          | 71                      |                |    |                         |                         |                         |  |   |                                 |                                 |                                 |  |
|  | 5                       | Louisiana Tech          | 71                      |                |    |                         |                         |                         |  | 1 | Southern Miss                   | 62                              |                                 |  |
|  |                         |                         |                         |                |    |                         |                         |                         |  | 1 | Southern Miss                   | 62                              |                                 |  |
|  |                         |                         | 3                       | BYU            | 79 |                         |                         |                         |  |   |                                 |                                 |                                 |  |
|  | 3                       | BYU                     | 3                       | BYU            | 79 | 90                      |                         |                         |  |   |                                 |                                 |                                 |  |
|  | 3                       | BYU                     |                         |                |    |                         |                         |                         |  |   |                                 |                                 |                                 |  |
|  | 6                       | Washington              | 79                      |                |    |                         |                         |                         |  |   |                                 |                                 |                                 |  |
|  | 6                       | Washington              | 79                      |                | 3  | BYU                     | 90                      |                         |  |   |                                 |                                 |                                 |  |
|  |                         |                         |                         |                | 3  | BYU                     | 90                      |                         |  |   |                                 |                                 |                                 |  |
|  |                         |                         | 7                       | Mercer         | 71 |                         |                         |                         |  |   |                                 |                                 |                                 |  |
|  | 2                       | Tennessee               | 7                       | Mercer         | 71 | 67                      |                         |                         |  |   |                                 |                                 |                                 |  |
|  | 2                       | Tennessee               |                         |                |    |                         |                         |                         |  |   |                                 |                                 |                                 |  |
|  | 7                       | Mercer                  | 75                      |                |    |                         |                         |                         |  |   |                                 |                                 |                                 |  |
|  | 7                       | Mercer                  | 75                      |                |    |                         |                         |                         |  |   |                                 |                                 |                                 |  |
|  |                         |                         |                         |                |    |                         |                         |                         |  |   |                                 |                                 |                                 |  |

|  | 1ª ronda 19-20 de marzo | 1ª ronda 19-20 de marzo | 1ª ronda 19-20 de marzo |          |    | 2ª ronda 21-25 de marzo | 2ª ronda 21-25 de marzo | 2ª ronda 21-25 de marzo |  |   | Cuartos de final 26-27 de marzo | Cuartos de final 26-27 de marzo | Cuartos de final 26-27 de marzo |  |
|  |                         |                         |                         |          |    |                         |                         |                         |  |   |                                 |                                 |                                 |  |
|  |                         |                         |                         |          |    |                         |                         |                         |  |   |                                 |                                 |                                 |  |
|  | 1                       | Alabama                 | 62                      |          |    |                         |                         |                         |  |   |                                 |                                 |                                 |  |
|  | 1                       | Alabama                 | 62                      |          |    |                         |                         |                         |  |   |                                 |                                 |                                 |  |
|  | 8                       | Northeastern            | 43                      |          |    |                         |                         |                         |  |   |                                 |                                 |                                 |  |
|  | 8                       | Northeastern            | 43                      |          | 1  | Alabama                 | 66                      |                         |  |   |                                 |                                 |                                 |  |
|  |                         |                         |                         |          | 1  | Alabama                 | 66                      |                         |  |   |                                 |                                 |                                 |  |
|  |                         |                         | 4                       | Stanford | 54 |                         |                         |                         |  |   |                                 |                                 |                                 |  |
|  | 4                       | Stanford                | 4                       | Stanford | 54 | 58                      |                         |                         |  |   |                                 |                                 |                                 |  |
|  | 4                       | Stanford                |                         |          |    |                         |                         |                         |  |   |                                 |                                 |                                 |  |
|  | 5                       | Stephen F. Austin       | 57                      |          |    |                         |                         |                         |  |   |                                 |                                 |                                 |  |
|  | 5                       | Stephen F. Austin       | 57                      |          |    |                         |                         |                         |  | 1 | Alabama                         | 57                              |                                 |  |
|  |                         |                         |                         |          |    |                         |                         |                         |  | 1 | Alabama                         | 57                              |                                 |  |
|  |                         |                         | 2                       | Maryland | 58 |                         |                         |                         |  |   |                                 |                                 |                                 |  |
|  | 3                       | Denver                  | 2                       | Maryland | 58 | 61                      |                         |                         |  |   |                                 |                                 |                                 |  |
|  | 3                       | Denver                  |                         |          |    |                         |                         |                         |  |   |                                 |                                 |                                 |  |
|  | 6                       | Ohio                    | 57                      |          |    |                         |                         |                         |  |   |                                 |                                 |                                 |  |
|  | 6                       | Ohio                    | 57                      |          | 3  | Denver                  | 52                      |                         |  |   |                                 |                                 |                                 |  |
|  |                         |                         |                         |          | 3  | Denver                  | 52                      |                         |  |   |                                 |                                 |                                 |  |
|  |                         |                         | 2                       | Maryland | 62 |                         |                         |                         |  |   |                                 |                                 |                                 |  |
|  | 2                       | Maryland                | 2                       | Maryland | 62 | 86                      |                         |                         |  |   |                                 |                                 |                                 |  |
|  | 2                       | Maryland                |                         |          |    |                         |                         |                         |  |   |                                 |                                 |                                 |  |
|  | 7                       | Niagara                 | 70                      |          |    |                         |                         |                         |  |   |                                 |                                 |                                 |  |
|  | 7                       | Niagara                 | 70                      |          |    |                         |                         |                         |  |   |                                 |                                 |                                 |  |
|  |                         |                         |                         |          |    |                         |                         |                         |  |   |                                 |                                 |                                 |  |

|  | 1ª ronda 19-20 de marzo | 1ª ronda 19-20 de marzo | 1ª ronda 19-20 de marzo |             |    | 2ª ronda 21-25 de marzo | 2ª ronda 21-25 de marzo | 2ª ronda 21-25 de marzo |  |   | Cuartos de final 26-27 de marzo | Cuartos de final 26-27 de marzo | Cuartos de final 26-27 de marzo |  |
|  |                         |                         |                         |             |    |                         |                         |                         |  |   |                                 |                                 |                                 |  |
|  |                         |                         |                         |             |    |                         |                         |                         |  |   |                                 |                                 |                                 |  |
|  | 1                       | Virginia                | 67                      |             |    |                         |                         |                         |  |   |                                 |                                 |                                 |  |
|  | 1                       | Virginia                | 67                      |             |    |                         |                         |                         |  |   |                                 |                                 |                                 |  |
|  | 8                       | Norfolk State           | 56                      |             |    |                         |                         |                         |  |   |                                 |                                 |                                 |  |
|  | 8                       | Norfolk State           | 56                      |             | 1  | Virginia                | 68                      |                         |  |   |                                 |                                 |                                 |  |
|  |                         |                         |                         |             | 1  | Virginia                | 68                      |                         |  |   |                                 |                                 |                                 |  |
|  |                         |                         | 5                       | St. John's  | 50 |                         |                         |                         |  |   |                                 |                                 |                                 |  |
|  | 4                       | St. Joseph's            | 5                       | St. John's  | 50 | 61                      |                         |                         |  |   |                                 |                                 |                                 |  |
|  | 4                       | St. Joseph's            |                         |             |    |                         |                         |                         |  |   |                                 |                                 |                                 |  |
|  | 5                       | St. John's              | 63                      |             |    |                         |                         |                         |  |   |                                 |                                 |                                 |  |
|  | 5                       | St. John's              | 63                      |             |    |                         |                         |                         |  | 1 | Virginia                        | 64                              |                                 |  |
|  |                         |                         |                         |             |    |                         |                         |                         |  | 1 | Virginia                        | 64                              |                                 |  |
|  |                         |                         | 3                       | Iowa        | 75 |                         |                         |                         |  |   |                                 |                                 |                                 |  |
|  | 3                       | Iowa                    | 3                       | Iowa        | 75 | 68                      |                         |                         |  |   |                                 |                                 |                                 |  |
|  | 3                       | Iowa                    |                         |             |    |                         |                         |                         |  |   |                                 |                                 |                                 |  |
|  | 6                       | Indiana State           | 52                      |             |    |                         |                         |                         |  |   |                                 |                                 |                                 |  |
|  | 6                       | Indiana State           | 52                      |             | 3  | Iowa                    | 75                      |                         |  |   |                                 |                                 |                                 |  |
|  |                         |                         |                         |             | 3  | Iowa                    | 75                      |                         |  |   |                                 |                                 |                                 |  |
|  |                         |                         | 7                       | Stony Brook | 63 |                         |                         |                         |  |   |                                 |                                 |                                 |  |
|  | 2                       | Massachusetts           | 7                       | Stony Brook | 63 | 58                      |                         |                         |  |   |                                 |                                 |                                 |  |
|  | 2                       | Massachusetts           |                         |             |    |                         |                         |                         |  |   |                                 |                                 |                                 |  |
|  | 7                       | Stony Brook             | 71                      |             |    |                         |                         |                         |  |   |                                 |                                 |                                 |  |
|  | 7                       | Stony Brook             | 71                      |             |    |                         |                         |                         |  |   |                                 |                                 |                                 |  |
|  |                         |                         |                         |             |    |                         |                         |                         |  |   |                                 |                                 |                                 |  |

### Semifinales y final
Jugados en el Madison Square Garden en New York City el 2 y 4 de abril
|  | Semifinales 2 de abril | Semifinales 2 de abril | Semifinales 2 de abril |      |    | Final 4 de abril | Final 4 de abril | Final 4 de abril |  |
|  |                        |                        |                        |      |    |                  |                  |                  |  |
|  |                        |                        |                        |      |    |                  |                  |                  |  |
|  | 2                      | Baylor                 | 76                     |      |    |                  |                  |                  |  |
|  | 2                      | Baylor                 | 76                     |      |    |                  |                  |                  |  |
|  | 3                      | BYU                    | 70                     |      |    |                  |                  |                  |  |
|  | 3                      | BYU                    | 70                     |      | 2  | Baylor           | 74               |                  |  |
|  |                        |                        |                        |      | 2  | Baylor           | 74               |                  |  |
|  |                        |                        | 3                      | Iowa | 54 |                  |                  |                  |  |
|  | 2                      | Maryland               | 3                      | Iowa | 54 | 60               |                  |                  |  |
|  | 2                      | Maryland               |                        |      |    | 60               |                  |                  |  |
|  | 3                      | Iowa                   | 71                     |      |    |                  |                  |                  |  |
|  | 3                      | Iowa                   | 71                     |      |    |                  |                  |                  |  |
|  |                        |                        |                        |      |    |                  |                  |                  |  |

* - Partido con prórroga.
| Campeón del NIT 2013     |
| ------------------------ |
| Baylor Bears 1.er título |